# Яковлев, Сергей Анатольевич
Серге́й Анато́льевич Я́ковлев (род. 21 апреля 1976, Темиртау, Карагандинская область) — казахстанский велогонщик.

## Карьера
Чемпион Казахстана 1997 и 2000 годов.
Чемпион Азии 1999 года. Вице-чемпион Азии 1999 года.
Участник двух Олимпиад.

## Профессиональные команды
- 1999 — Besson Chaussures-Nippon Hodo
- 2000 — Besson Chaussures
- 2001 — Cantina Tollo-Acqua e Sapone
- 2002—2003 — Team Telekom
- 2004—2005 — T-Mobile Team
- 2006—2007 Liberty Seguros-Würth
- 2008 — Team Astana